# Arquibaldo Douglas
Sir Arquibaldo Douglas (antes de 1298 — Batalha de Halidon Hill, 19 de julho de 1333) foi um nobre escocês, pertencente ao clã Douglas, Guardião da Escócia e regente, até à sua morte na batalha de Halidon Hill, no âmbito da Segunda Guerra da Independência da Escócia. Muitas vezes, é se referido a ele com o epíteto de "Tyneman" (em antiga língua ânglica escocesa, "Perdedor").

## Biografia
Filho mais novo de Guilherme Douglas, o Destemido, senhor de Berwick-upon-Tweed, e de sua segunda esposa, Leonor de Lovaina, Arquibaldo era meio-irmão de Jaime "o Bom" Douglas, Senhor de Douglas, representante de Roberto Bruce.
A primeira menção de Arquibaldo Douglas data de 1320, quando recebe uma doação de terras em Morebattle (Roxburghshire) e Kirkandrews (Dumfriesshire) do Rei Roberto I da Escócia.
A 29 de fevereiro de 1324, aparece como tendo recebido as terras de Rattray e Crimond em Buchan e as terras de Conveth , Kincardineshire, já tendo em sua posse as terras de Cavers em Roxburghshire, Drumlanrig e Terregles, e as terras de West Calder em Midlothian. Na época de sua morte, ele também estaria na posse de Liddesdale.
Tal como seu pai, Arquibaldo lutou do lado dos independentistas escoceses, sob o serviço do seu irmão Sir Jaime "o Bom". Durante a campanha de 1327 de Weardale, no âmbito da Primeira Guerra da Independência da Escócia, invadiu e ocupou quase todo o Bispado de Durham.

### Segunda Guerra da Independência da Escócia

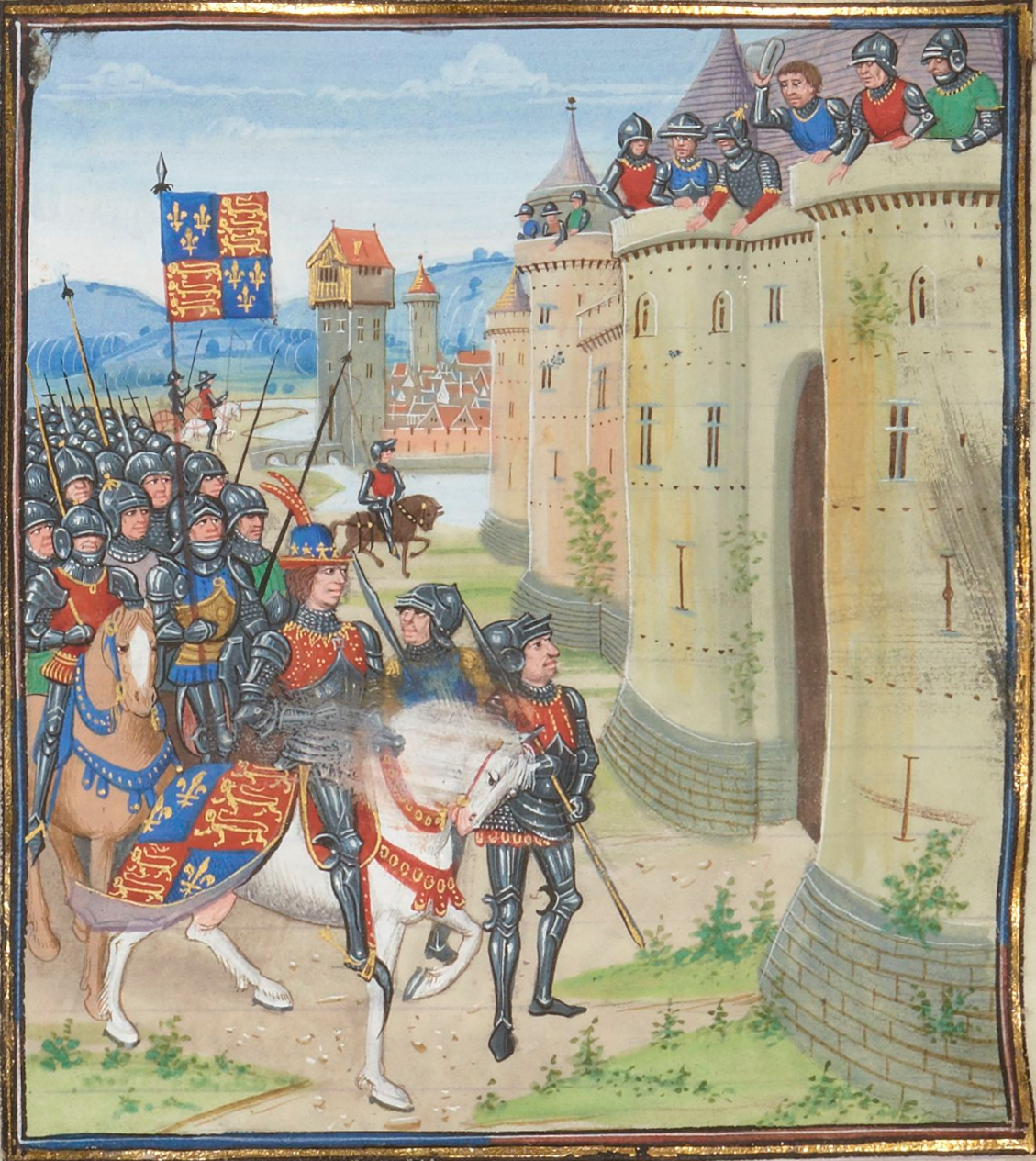
Representação de Eduardo III da Inglaterra no cerco de Berwick, em 1333

Com a conclusão da Primeira Guerra da Independência da Escócia, e a ratificação do tratado de Edinburgh-Northampton, em 1328, a Escócia manteria de jure a sua independência.
Com a morte de Roberto I, the Bruce, Eduardo Baliol, filho de João Baliol, rei da Escócia antes de Roberto, juntamente com a sua fação de "deserdados" (um conjunto de nobres que perderam terras e privilégios com a conclusão da guerra da independência) queriam recuperar o que eles consideravam ser seu de direito. Eles receberam apoio do rei Eduardo III da Inglaterra, e assim Balliol partiu para reivindicar suas antigas terras, e então invadiram a Escócia. Com a morte de seu meio-irmão, Jaime "o Bom" Douglas, nas cruzadas contra os mouros na Península Ibérica, Arquibaldo é escolhido e nomeado como Guardião da Escócia. Arquibaldo, serviu sob Patrício V, Earl de Dunbar, líder do segundo exército escocês que visava esmagar uma força menor invasora de Balliol.
Depois da Batalha de Dupplin Moor, com a derrota da força do Conde de Mar e subsequente retirada, Patrício V não enfrentou os deserdados, mas recuou, permitindo que Eduardo Balliol fosse coroado em Scone, provavelmente evitando outra derrota esmagadora. Em outubro de 1332, Arquibaldo fez uma trégua com Eduardo Balliol, supostamente para deixar o Parlamento Escocês se reunir e decidir quem era seu verdadeiro rei.
Como recompensa da valiosa ajuda dos ingleses à sua causa, Eduardo Baliol dispensou a maioria de suas tropas inglesas e mudou-se para Annan, na costa norte de Solway Firth. Ele emitiu duas cartas públicas dizendo que, com a ajuda da Inglaterra, ele havia recuperado seu reino e reconheceu que a Escócia sempre foi um feudo da Inglaterra. Ele também prometeu terras para Eduardo III na fronteira, cedendo Berwick-upon-Tweed ad perpetuum aos ingleses e que serviria Eduardo pelo resto de sua vida.
Três meses depois da sua coroação como Rei da Escócia, a 16 de Dezembro de 1332, nas primeiras horas da manhã, dá-se a Batalha de Annan. As forças leais a David II, comandadas por Arquibaldo, juntamente com outros nobres escoceses esmagam a hoste leal de Eduardo Baliol, matando o seu irmão Henrique Baliol, tendo o Rei mal escapado com vida da batalha, forçando-o a fugir para Inglaterra.

#### Batalha de Halidon Hill
Com a deposição de Eduardo Baliol enquanto Rei da Escócia, e subsequente fuga para Inglaterra, Eduardo III desloca-se para o norte para comandar pessoalmente seu exército, tornando oficial a violação do tratado de paz do Tratado de Edinburgo-Northampton, e sitiou Berwick-upon-Tweed, derivado da sua importante posição geoestratégica para invasão da Escócia, juntamente com a sua forte riqueza pelo comércio.
No entanto, uma trégua temporária foi declarada com a estipulação de que, se não fosse aliviado dentro de um tempo definido, Sir Alexandre Seton , o governador, entregaria o castelo aos ingleses.
Arquibaldo Douglas levantou, por isso, um exército para aliviar os defensores sitiados de Berwick. Como uma manobra de distração para atrair os ingleses para longe, ele invadiu Northumberland, mas foi forçado a retornar a Berwick quando os ingleses se recusaram a levantar o cerco. Em 19 de julho, o exército de Eduardo III tomou posições no cume de Halidon Hill, um monte a cerca de dois quilómetros a norte da cidade com excelente visibilidade.
A força de Arquibaldo, apesar de numericamente superior, atacou a encosta e foi massacrada pelos arqueiros ingleses, um prelúdio, das batalhas de Crécy e Azincourt, e da importância dos arco longo inglês nas batalhas futuras. Os ingleses venceram o campo com pouca perda de vidas, no entanto, no final da luta, inúmeros soldados comuns escoceses, cinco condes escoceses e Arquibaldo, Guardião da Escócia estavam mortos. No dia seguinte, Berwick capitulou.

## Descendência
Arquibaldo casou-se com Beatriz de Lindsay, filha de Sir Alexandre Lindsay de Barnweill, antepassado dos Jarls de Crawford. Tiveram três filhos:
- João Douglas (morto antes de 1342, na corte de David II da Escócia no seu exílio em França)
- Guilherme Douglas, 1.º Earl de Douglas e Mar, que teve:

1. Jaime Douglas, 2.º Earl de Douglas;
2. Jorge, Earl de Angus, antepassado dos Earls de Angus da mesma família;

- Leonor Douglas, que se casou cinco vezes com:

1. Alexandre, Earl de Carrick, filho natural de Eduardo Bruce, Rei da Irlanda (morto na batalha de Halidon Hill);
2. Sir Jaime de Sandilands, antepassado dos Senhores de Torphichen (morto antes de 1358);
3. Sir Guilherme Tours de Dalry (morto antes de 1368);
4. Sir Duncan Wallace de Sundrum (morto antes de 1376);
5. Sir Patrício Hepburn de Hailes, antepassado dos Earls de Bothwell;

Arquibaldo foi sucedido por seu filho, Guilherme Douglas, 1.º Earl de Douglas.